# Sisačka salama
Sisačka salama je tradicionalni hrvatski suhomesnati proizvod sisačkoga kraja. Ima oznaku Izvorno hrvatsko Hrvatske gospodarske komore.
Sisačka salama ima geografsko porijeklo u sisačkoj Posavini od Sunje do Turopolja te na područjima Banovine i Moslavine.
Salama se proizvodi od sirovina sa sisačkoga područja metodama sušenja i dimljenja. Radi se ručno. Sazrijeva provjetravanjem izložena lokalnim laganim vjetrovima. Rezultat je dugogodišnje tradicije sisačkoga kraja. Proizvodi se u domaćinstvima i u mesarskom obrtu. Receptura se prenosi s jedne generacije na drugu.